# Lars-Peter Beike
Lars-Peter Beike (* 5. November 1963) ist ein ehemaliger deutscher Fußballspieler.

## Karriere
Beike rückte während der Saison 1982/83 von den Amateuren von Hannover 96 in den Profikader auf und kam zwischen 1983 und 1985 zu 31 Partien in der 2. Bundesliga. Dort erzielte er für Die Roten sechs Tore, alle in der Spielzeit 1983/84. Nachdem er 1985 nach Havelse gewechselt war, wurde er mit dem TSV Meister der Oberliga Nord 1989, scheiterte jedoch in der Aufstiegsrunde zur 2. Bundesliga. Nachdem man in der folgenden Oberligasaison 1989/90 Vizemeister geworden war, erzielte Beike im entscheidenden Spiel der Aufstiegsrunde zur 2. Bundesliga gegen den Wuppertaler SV in der letzten Spielminute per Freistoß das Tor zum 3:2-Sieg, der den TSV Havelse in die zweithöchste Spielklasse aufsteigen ließ. Dort spielte er aufgrund einer Verletzung lediglich fünfzehnmal für die Garbsener. Wieder gelangen ihm sechs Tore in einer Spielzeit. Trotzdem konnte er mit diesen Treffern nicht verhindern, dass der TSV Havelse umgehend wieder abstieg. Zum Saisonende musste Beike als Sportinvalide seine aktive Karriere beenden.
Für die Online-Ausgabe der Bild-Zeitung schreibt Beike regelmäßig Kommentare zur Lage seines ehemaligen Vereins Hannover 96.